# Ral·li d'Hongria
El Ral·li d'Hongria és un event de ral·li que es disputa entorn de la ciutat de Nyíregyháza, Hongria. Es va organitzar per primera vegada l'any 2018 sota la denominació de Rally Nyíregyháza, passant a partir de 2019 a denominar-se Rally Hungary i entrant a formar part del Campionat d'Europa de Ral·lis en substitució del Ral·li Acròpolis grec.
L'any 2022, al no formar part del Campionat d'Europa, el ral·li no es disputà, retornant a disputar-se al 2023, novament com a prova del Campionat d'Europa.
El pilot amb un nombre més gran de victòries en aquesta prova és el noruec Mads Østberg que ha aconseguit imposar-se en dues ocasions.

## Palmarès
| Any  | Pilot             | Copilot          | Cotxe                  | Camp.       | Ref.  |
| ---- | ----------------- | ---------------- | ---------------------- | ----------- | ----- |
| 2018 | András Hadik      | Attila Deák      | Ford Fiesta R5         |             | [ 1 ] |
| 2019 | Frigyes Turán     | László Bagaméri  | Škoda Fabia R5         | ERC         | [ 2 ] |
| 2020 | Andreas Mikkelsen | Ola Fløene       | Škoda Fabia Rally2 evo | ERC         | [ 3 ] |
| 2021 | Mads Østberg      | Torstein Eriksen | Citroën C3 Rally2      | ERC         | [ 4 ] |
| 2022 | No disputat       | No disputat      | No disputat            | No disputat |       |
| 2023 | Mads Østberg      | Patrik Barth     | Citroën C3 Rally2      | ERC         |       |
| 2024 | Simone Tempestini | Sergiu Itu       | Škoda Fabia RS Rally2  | ERC         | [ 5 ] |